# 阿部美千子
阿部 美千子（あべ みちこ）は、日本のフィギュアスケート選手（アイスダンス）。パートナーは堺望。1977年全日本フィギュアスケート選手権優勝。1978年世界選手権代表。

## 経歴
1976年、堺望とカップルを組み、日本人のアイスダンス選手として初めて世界ジュニア選手権に出場し、9位となる。
1977年、全日本選手権で優勝、1978年世界選手権に出場する。初出場となった世界選手権では16位となる。その後、1978年、1979年の全日本選手権では2位に入る。1979年のNHK杯では7位となる。

## 主な戦績
| 大会/年            | 1976-77 | 1977-78 | 1978-79 | 1979-80 |
| ------------------ | ------- | ------- | ------- | ------- |
| 世界選手権         |         | 16      |         |         |
| 世界ジュニア選手権 | 9       |         |         |         |
| 全日本選手権       |         | 1       | 2       | 2       |
| NHK杯              |         |         |         | 7       |